# Csendélet almákkal és egy gránátalmával
A Csendélet almákkal és egy gránátalmával Gustave Courbet festménye, amely a londoni National Gallery gyűjteményének része.

## Keletkezése
Gustave Courbet-t 1871-ben letartóztatták, mert részt vett az I. Napóleon francia császár austerlitzi győzelmét hirdető Vendôme téri oszlop ledöntében a Párizsi Kommün idején. A heves, forradalmi beállítottságú Courbet-t a Sainte Pélagie börtönbe vitték, amelynek vezetése idővel engedélyezte számára, hogy fessen, igaz, csak a cellájában és modell részvétele nélkül. Testvére, Zoé virágokat és gyümölcsöket vett neki, és a festő elkezdett csendéleteket festeni, ami újszerű kísérlet volt a számára. Egy betegség után áthelyezték egy klinikára Neuillybe, ahol büntetése hátralévő részét töltötte.
Courbet ettől kezdve nyugodtan dolgozhatott, és sok képet készített. A múltban bebörtönzött művészek hagyományát követve, büszkén arra, hogy politikai meggyőződése miatt elítélték, az ebben az időben festett alkotásait fogva tartása helyének feltüntetésével szignálta. A Csendélet almákkal és egy gránátalmával című képét a Sainte Pélagie helymegjelöléssel írta alá, de nem tudni, hogy a kép valóban a börtönben készült, vagy az orvosi intézményben. Az ebben az időszakban alkotott műveit kiállításra nem engedte, de a gyűjtők szívesen vásárolták. Abban az időben nagy kereslet volt a csendéletek iránt, és Courbet is azt írta, hogy képeim csodálatosan fogynak, ami arra kötelez, hogy kihasználjam ezt.
A csendéletnek egy sötét, melegnek tűnő helyiség adja a környezetét. A nehéz cseréptálban lévő almák, közöttük egyetlen gránátalmával, érettek, felületük csillogása olyan, mintha egy tűzhely fénye verődne vissza róluk. A barna asztallapon még két alma van, mögöttük ón teáskanna és egy üvegpohár vörösborral. A képet 1951-ben vásárolta meg a National Gallery